# Rozwój lokalny kierowany przez społeczność
Rozwój lokalny kierowany przez społeczność (ang. Community-led local development, CLLD) – instrument terytorialny wprowadzony przez Komisję Europejską do realizacji w ramach europejskich funduszy strukturalnych i inwestycyjnych. Instrument ten bazuje na stosowanym uprzednio wyłącznie w ramach polityki rozwoju obszarów wiejskich wspólnej polityki rolnej podejściu LEADER i zachowuje jego podstawowe założenia.

## Regulacje europejskie dotyczące Rozwoju lokalnego kierowanego przez społeczność
W rozporządzeniu Parlamentu Europejskim i Rady UE z 2013 r. przyjęto działanie pod nazwą Rozwój lokalny kierowany przez społeczność. Rozwój wcześniej wspierany był początkowo włącznie ze środków EFRROW i określany był wówczas nazwą LEADER. Obecnie finansowany jest ze środków wszystkich europejskich funduszy strukturalnych i inwestycyjnych oprócz Funduszu Spójności. Rozwój lokalny kierowany przez społeczność jest:
- skoncentrowany na konkretnych obszarach poniżej szczebla regionalnego;
- kierowany przez lokalne grupy działania, w których skład wchodzą przedstawiciele władz publicznych, lokalnych partnerów społecznych i gospodarczych oraz mieszkańców;
- prowadzony na podstawie zintegrowanych i wielosektorowych lokalnych strategii rozwoju;
- zaprojektowany z uwzględnieniem lokalnych potrzeb i potencjału oraz zawiera elementy innowacyjne w kontekście lokalnym i zakłada tworzenie sieci kontaktów oraz współpracę.

## Strategie Rozwoju lokalnego kierowanego przez społeczność
Strategia rozwoju lokalnego kierowanego przez społeczność zawiera następujące elementy:
- określenie obszaru i ludności objętych strategią;
- analizę potrzeb i potencjału obszaru w zakresie rozwoju, w tym analizę mocnych i słabych stron, szans i zagrożeń;
- opis strategii i jej celów, opis zintegrowanego i innowacyjnego charakteru strategii oraz hierarchię celów;
- opis procesu zaangażowania społeczności w opracowanie strategii;
- plan działania wskazujący, w jaki sposób cele przekładają się na działania;
- opis rozwiązań w zakresie zarządzania i monitorowania strategii wykazujący potencjał lokalnej grupy działania do realizacji strategii oraz opis szczegółowych rozwiązań dotyczących ewaluacji;
- plan finansowy strategii, w tym planowaną alokację każdego z właściwych rozwoju lokalnego.

## Zadania lokalnych grup działania w ramach Rozwoju lokalnego kierowanego przez społeczność
Lokalne grupy działania opracowują i realizują strategie Rozwoju lokalnego kierowane przez społeczność. Zadania lokalnych grup działania obejmują:
- rozwijanie zdolności podmiotów lokalnych do opracowywania i wdrażania operacji, w tym rozwijania ich zdolności zarządzania projektami;
- opracowanie niedyskryminującej i przejrzystej procedury wyboru oraz obiektywnych kryteriów wyboru operacji, które pozwalają uniknąć konfliktów interesów;
- zapewnianie spójności ze strategią rozwoju lokalnego kierowanego przez społeczność podczas wyboru operacji poprzez uszeregowanie tych operacji w zależności od ich wkładu w realizację celów i strategii;
- opracowanie i publikowanie naborów wniosków lub ciągłej procedury składania projektów, w tym określanie kryteriów wyboru;
- przyjmowanie i dokonywanie oceny wniosków o dofinansowanie;
- wybór operacji i ustalanie kwoty wsparcia oraz, w stosownych przypadkach, przedkładanie wniosków do podmiotu odpowiedzialnego za ostateczną weryfikację kwalifikowalności przed ich zatwierdzeniem;
- monitorowanie wdrażania strategii rozwoju lokalnego kierowanego przez społeczność i operacji będących przedmiotem wsparcia oraz przeprowadzanie szczegółowych działań.

## Wsparcie Rozwoju lokalnego kierowanego przez społeczność
Wsparcie rozwoju lokalnego kierowanego przez społeczność obejmuje:
- koszty wsparcia przygotowawczego obejmującego budowanie potencjału, szkolenie i tworzenie sieci kontaktów w celu przygotowania i wdrożenia strategii rozwoju lokalnego kierowanego przez społeczność.
- działania szkoleniowe dla lokalnych zainteresowanych podmiotów;
- badania nad danymi obszarami;
- koszty związane z opracowywaniem strategii rozwoju lokalnego kierowanego przez społeczność, w tym koszty konsultacji i przedsięwzięć związanych z konsultacjami zainteresowanych podmiotów w celu przygotowania strategii;
- koszty administracyjne (operacyjne i koszty personelu) organizacji wnioskującej o udzielenie wsparcia przygotowawczego na etapie przygotowania;
- pomoc dla małych projektów pilotażowych.

## LEADER
Inicjatywa LEADER, protoplasta CLLD, była prowadzona w 3 edycjach:
- Leader I – 1991–1993
- Leader II – 1994–1999
- Leader Plus – 2000–2006[2]

### LEADER II
LEADER II to inicjatywa wspólnotowa realizowana w latach 1994–1999. Wspierała rozwój lokalny na obszarach wiejskich. Realizacja inicjatywy Leader rozpoczęła się w 1991 roku. Wcześniej funkcjonowała jako tzw. Inicjatywa wspólnotowa, co oznaczało, że była odrębnym programem, a państwa członkowskie posiadały swoje niezależne programy Leader z osobnymi finansami na wydzielonym szczeblu Unii.
Program Leader II obejmował przede wszystkim:
- obszary opóźnione w rozwoju
- wrażliwe obszary wiejskie
- obszary o niskiej gęstości zaludnienia

Beneficjentami pomocy są lokalne grupy działania, związki partnerów publicznych i prywatnych wspólnie podejmujących działania innowacyjne związane z rozwojem obszaru wiejskiego.
Cele programu Leader II to:
- wsparcie inicjatyw służących rozwojowi lokalnemu
- wsparcie działań innowacyjnych
- zwiększenie wymiany doświadczeń pomiędzy regionami wiejskimi
- wsparcie projektów współpracy transgranicznej

### LEADER+
LEADER+ – inicjatywa Unii Europejskiej, która zastąpiła inicjatywę LEADER II, a funkcjonowała w latach 2000–2006. Kierowana była do władz lokalnych, organizacji pozarządowych i przedsiębiorców, zgłaszających projekty dotyczące rozwoju obszarów wiejskich. Pomoc oferowana przez Leader+ była bezzwrotna.
Inicjatywa finansowana była z Sekcji Orientacji Europejskiego Funduszu Orientacji i Gwarancji Rolnej i dysponowała budżetem w wysokości 2,02 mld euro.